# فرهاد ولی‌اف
فرهاد ولی‌اف (ترکی آذربایجانی: Fərhad Vəliyev؛ زادهٔ ۱ نوامبر ۱۹۸۰) بازیکن فوتبال اهل جمهوری آذربایجان است.
از باشگاه‌هایی که در آن بازی کرده‌است می‌توان به باشگاه فوتبال کشله، باشگاه فوتبال قره‌باغ، و باشگاه فوتبال نفتچی باکو اشاره کرد.
وی همچنین در تیم ملی فوتبال جمهوری آذربایجان بازی کرده‌است.